# 对苯二甲醇
对苯二甲醇是一种苄基醇，化学式为C8H10O2。它可由对苯二甲酸二甲酯和氨硼烷反应，或催化氢化制得。它和碘、氨水加热反应，可以得到对苯二甲腈。